# 闘神艶戯
『闘神艶戯』（とうしんえんぎ）はキルタイムコミュニケーション発行の日本の成年向けアンソロジーコミックである。2009年8月13日より前身誌『スレイブヒロインズ』よりリニューアルされ刊行が始まったもので、後に2011年7月19日より『メガミクライシス』にリニューアルされるまで、全20巻が約1か月に1回のペースで発行された。

## 概要
闘うヒロインをコンセプトとして様々な作品が描かれている。多数の漫画家が執筆しているが、次に続く話も見られる。ヒロインは巨乳シスターや女戦士、貧乳な女の子など様々なヒロインが登場する。雷の戦士ライディやあとみっく文庫の仙獄学艶戦姫ノブナガッからの転載の他、二次元ドリームノベルズや二次元ドリーム文庫などの小説で書かれているシリーズを漫画化して書いているものがある。そのため、ハーレムシリーズなどの和姦の話の他にヒロインが強制的に堕とされる話などがある。

## 掲載作家一覧
- ウメ吉
- 歌麿
- 中海義影
- 和馬村政

## 既刊一覧
キルタイムコミュニケーションより刊行。全20巻。
1. 闘神艶戯 Vol.1　2009年8月13日発行 ISBN 978-4-86032-795-8
2. 闘神艶戯 Vol.2　2009年9月13日発行 ISBN 978-4-86032-808-5
3. 闘神艶戯 Vol.3　2009年10月16日発行 ISBN 978-4-86032-822-1
4. 闘神艶戯 Vol.4　2009年11月17日発行 ISBN 978-4-86032-837-5
5. 闘神艶戯 Vol.5　2009年12月15日発行 ISBN 978-4-86032-852-8
6. 闘神艶戯 Vol.6　2010年1月22日発行 ISBN 978-4-86032-866-5
7. 闘神艶戯 Vol.7　2010年2月16日発行 ISBN 978-4-86032-877-1
8. 闘神艶戯 Vol.8　2010年3月16日発行  ISBN 978-4-86032-891-7
9. 闘神艶戯 Vol.9　2010年4月14日発行 ISBN 978-4-86032-906-8
10. 闘神艶戯 Vol.10　2010年5月19日発行 ISBN 978-4-86032-919-8
11. 闘神艶戯 Vol.11　2010年6月15日発行 ISBN 978-4-86032-935-8
12. 闘神艶戯 Vol.12　2010年7月14日発行 ISBN 978-4-86032-948-8
13. 闘神艶戯 Vol.13　2010年8月13日発行 ISBN 978-4-86032-960-0
14. 闘神艶戯 Vol.14　2010年9月19日発行 ISBN 978-4-86032-975-4
15. 闘神艶戯 Vol.15　2010年11月15日発行 ISBN 978-4-7992-0003-2
16. 闘神艶戯 Vol.16　2010年12月14日発行 ISBN 978-4-7992-0016-2
17. 闘神艶戯 Vol.17　2011年1月25日発行 ISBN 978-4-7992-0026-1
18. 闘神艶戯 Vol.18　2011年3月17日発行  ISBN 978-4-7992-0053-7
19. 闘神艶戯 Vol.19　2011年4月19日発行 ISBN 978-4-7992-0066-7
20. 闘神艶戯 Vol.20　2011年5月25日発行 ISBN 978-4-7992-0077-3